# Алігатор китайський
Алігатор китайський (Alligator sinensis) — один з двох сучасних видів алігатора. Його природний ареал включає східну частину басейну річки Янцзи в Китаї.

## Опис
Китайські алігатори жовтувато-сірі з виразними чорними плямами на нижній щелепі. Лапи короткі, пазуристі, на кожній є по п'ять частково перетинкових пальців (у американського алігатора на задній лапі тільки чотири пальці). Хвіст довгий, масивний, є головною рушійною силою у воді. Верхня і нижня частина тіла покриті костяністимі щитками, що служать для захисту. На відміну від багатьох інших видів крокодилів четвертий зуб на нижній щелепі не видно при закритій пащі. Як і у кайманів, на віях є кістяні щитки. Остання особливість також відрізняє їх від найближчого родича — американського алігатора.
Молоді особини схожі на дорослих, але уздовж тіла мають виразні жовті смуги. В середньому на тілі є по п'ять смуг, на хвості вісім. У міру зростання ці смуги поступово зникають.
Довжина самців може досягати 2,2 м від носа до кінчика хвоста, але зазвичай не перевищує 1,5 м. Самки досягають в довжину максимум до 1,7 м, в середньому 1,4 м.

## Розповсюдження
В даний час китайський алігатор мешкає тільки в басейні річки Янцзи на східному узбережжі Китаю. Колись, коли популяція цього виду була значно численніша, його ареал займав набагато більшу територію. Перші згадки про китайського алігатора відносяться до 3 тис. до н. е., і в цих джерелах указувалися й інші райони Китаю і навіть Кореї. У 1998 році вчені підрахували, що тільки за останніх 12 років природний ареал китайського алігатора скоротився більш ніж в 10 разів.
Китайські алігатори можуть жити в субтропічному і помірному кліматі, у водоймищах з прісною водою.

## Поведінка
Китайські аллегатори впадають в сплячку з пізньої осені до ранньої весни, коли температура повітря досить низька. На цей період вони виривають нори по берегах водоймищ приблизно 1 м завглибшки, 1,5 м завдовжки і 0,3 м в діаметрі. Нори можуть також використовуватися і в іншу пору року. Іноді нори досить великі, щоб стати притулком для декількох алігаторів. У квітні алігатори виходять з укриття і гріються на сонці, щоб підняти температуру свого тіла.
Як тільки температура досягає потрібного значення, вони переходять до звичайного нічного способу життя. Для регуляції температури тіла також використовують воду: верхні прогріті шари для нагріву і тінисті ділянки для зниження. Шлюбний сезон триває навесні. Для спілкування між собою використовують гарчання і звуки за межами слухового сприйняття людиною, в основному під час шлюбного сезону. Крім того, використовуються такі рухи тіла, як поплескування нижньою щелепою по воді або потирання один об одного. Живуть китайські алігатори до 50, а в умовах неволі до 70 років.

## Харчування
Алігатори є хижаками, що ведуть нічний спосіб життя. Дорослі особини харчуються рибою, зміями, молюсками, невеликими ссавцями і водоплавними птахами. Молоді алігатори споживають комах та інших дрібних безхребетних.

## Розмноження

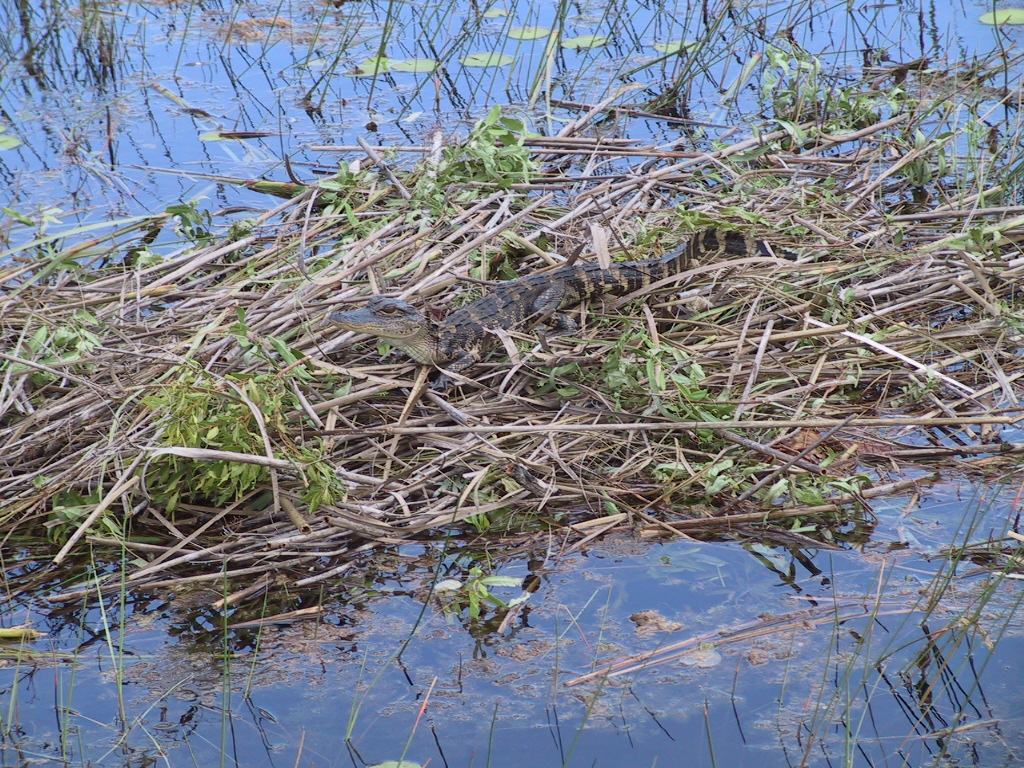
Дитинча китайського алігатора

Шлюбний сезон наступає в червні, через місяць після початку сезону дощів. Як самці, так і самки гарчать у пошуках партнера. Ще одним привертаючим маневром служить мускусна залоза під нижньою щелепою, яка випускає характерний запах. Самці полігамні — один самець за сезон може залицятися за декількома самками.
У липні самки влаштовують гніздо в чагарниках по берегах річок і озер. Передніми і задніми лапами вона створює горбик приблизно 1 м заввишки. Гнізда часто створюються недалеко від нір, так що мати може знаходитися недалеко під час інкубаційного періоду. Далі самка в поглибленні на вершині пагорбу відкладає 10-40 яєць і вкриває їх травою.
Самки часто відвідують гніздо і охороняють його від хижаків, тоді як самці не беруть в цьому участь. Виводок з'являється у вересні. Почувши пищання, самка розриває верхній шар і переносить дитинчат вниз до води. Вона також може допомогти дитинчаті вилупитися, поволі катаючи яйце по землі або натискаючи на шкаралупу. Самка залишається разом з своїм потомством на першу зиму.

## Загроза зникнення і охорона
Китайський алігатор знаходиться під загрозою зникнення і включений до Міжнародної Червоної Книги. Алігатор добре розводиться в умовах неволі. Зокрема, декілька особин були інтродуковані на території заповідника Rockefeller Wildlife Refuge в південній частині американського штату Луїзіана.